# 幌尻岳

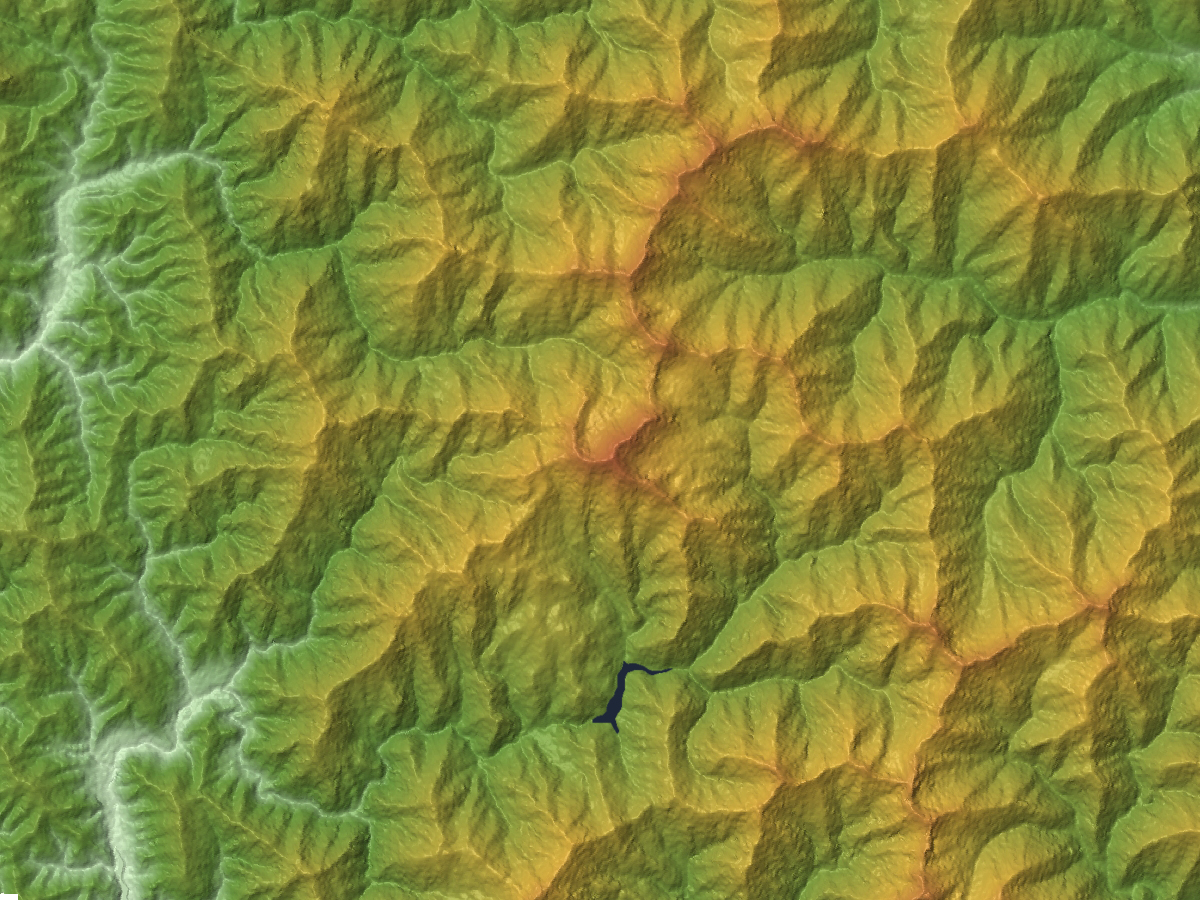
幌尻岳周辺の地形図。当山は画像の中心。

幌尻岳（ぽろしりだけ<）は、北海道日高振興局の沙流郡平取町と新冠郡新冠町にまたがる標高2,052 mの山。日高山脈の主峰であるが、その主稜線からはやや西側に外れた位置にある。日高山脈襟裳十勝国立公園に含まれ、山頂には二等三角点（点名「幌尻」）がある。
深田久弥による『日本百名山』に選定されている。山名はアイヌ語で「大きい・山」を意味するポロシㇼ (Poro-sir) に由来する。
なお十勝側にもアイヌがポロシㇼと呼んだ山があり、十勝幌尻岳と命名されている。

## 解説
1300万年前の造山活動で生じた。山体上部には第四紀の氷期に形成されたカールが認められ、2007年、「幌尻岳の七つ沼カール」として日本の地質百選に選定された。ナキウサギ、クマゲラなどが生息している。
平取町の二風谷地域などでは遠くから目立つ道しるべ的役割を果たしていたため、古くからカムイとして祀られていた。
標高は従来2,052 mとされていたが、2008年（平成20年）、国土地理院により2,053 mに改定。その後、2014年4月1日の国土地理院『日本の山岳標高一覧-1003山-』の改訂で再び2,052 mとなった。

## 登山
登山道は平取町側からのルートと新冠町側からのルートに加え、日高町からのルートがあるほか、芽室町から伏美岳・ピパイロ岳経由で登ることもできる。
山頂までの道のりが一番短く、風景が変化に富む平取町側ルートが最も一般的に利用されているが、多数の渡渉を繰り返す難易度の高いルートであるため、幌尻岳が「日本百名山の中で最難関の山」といわれることがある。平取町では、上級者以外の登山者も安全に通行できるルートを新たに開くことを検討していたが、2019年に調査を行った結果、渡渉を回避するルートの新設はきわめて困難であることが判明し、計画を断念している。

### 平取町側ルート（振内コース）
平取町豊糠地区にある町営宿泊施設「とよぬか山荘」より、同町が運行するシャトルバスを利用し、糠平・幌尻林道の第2ゲートまで移動する。同林道はかつては自家用車でも通行できたが、2010年（平成22年）、日高北部森林管理署が通行止めにしていたチロロ林道を無断通行してヌカビラ岳に入山した登山者が遭難した事故を契機に、糠平・幌尻林道では翌2011年よりシャトルバスの運行が開始され一般車両は乗り入れ不可となった。シャトルバスは予約が必要なほか、悪天候などの場合は運行を取り止めることがある。
林道第2ゲートからスタート後、林道終点の北海道電力（北電）取水施設から額平川沿いに遡上する。雪解け水が多い7月頃は腰まで、水量の減る9月でも膝下程度の深さがある幅5 - 10 mの沢を徒渉するところが十数箇所あるため、沢登りの装備が必要。額平川は水を集めやすいすり鉢状の幌尻岳北カールが水源で、かつ上流部は深い渓谷となっていることから、雨になると短時間で増水し、雨が上がった後でも2 - 3日間通行できなくなる場合もある。増水した沢を無理に渡ろうとした登山者が流されて死亡した事故が起きているほか、滑落・転倒して負傷した登山者、また道迷いや行方不明者も発生している。
額平川の途中にある山小屋「幌尻山荘」から尾根に取り付き、稜線上で新冠町側ルートと合流してすぐ山頂に至る。林道第2ゲートから山頂までの一般的な所要時間は8時間50分である。幌尻山荘から分岐して中戸蔦別岳・戸蔦別岳を経由するコースもある。
このルートは日帰りでの往復は困難なため、途中で幌尻山荘に宿泊することが一般的である。山荘は平取町の所有で、木造2階建て、収容人数40人。管理は平取町山岳会に委託されており、夏季（7月 - 9月）のみ管理人が常駐する。有料で寝具の貸出しを行っているが、食事の提供はない。完全予約制であり、非常時以外の野営は不可。また、山荘トイレの屎尿は同山岳会や町職員の有志が毎年処理しているが、人手の確保が課題となっており、2022年からは携帯トイレの使用に切り替えている。
平取町は2024年より、同町へのふるさと納税の返礼品として、ガイド付き幌尻岳1泊2日登山プランを開始した。1名あたり19万8000円（2025年分は22万円）の寄附で、平取町山岳会員によるガイドで幌尻岳を登頂するプランである。これとは別に、幌尻山荘宿泊のみの返礼品も1名1万5000円の寄附に対して提供されている。

### 新冠町側ルート（幌尻岳新冠陽希コース）
新冠町の新冠林道奥にある山小屋「イドンナップ山荘」からスタートし、奥新冠発電所手前で分岐する林道を新冠川沿いに東進、奥新冠ダムを経由して、山小屋「新冠ポロシリ山荘」まで歩く。山荘から登山道に入り、新冠側支流の幌尻沢沿いに北上した後、尾根に取り付いて山頂に至る。イドンナップ山荘から山頂までの一般的な所要時間は9 - 10時間である。
平取町側と違い徒渉箇所が少なく、天候に左右されにくいルートであるが、登山道に入る前にイドンナップ山荘から新冠ポロシリ山荘までの林道を長時間（約19 km, 約5 - 6時間）歩くことになる。この区間は北電の奥新冠ダム管理用道路であり、北電が許可した車両以外は通行できない。登山者の通行も北電の厚意により認められているものであり、自転車やバイクの利用は禁止されている。本ルートは2017年7月8日にプロアドベンチャーレーサー田中陽希により「幌尻岳新冠陽希コース」と命名されたが、田中が2014年に日本百名山を人力で連続踏破した際にこのルートを通行していることから、他の登山者にも自転車などを使わず自分の足で歩くことを呼びかけることが命名の趣旨にある。
新冠ポロシリ山荘とイドンナップ山荘は地元の新冠ポロシリ山岳会が管理している。ともに避難小屋であり、管理人は常駐していない。食事や寝具などの提供もない。新冠ポロシリ山荘を5名以上の団体が利用する場合は同山岳会へ事前申請し、日程を調整の上で利用許可を受ける手順となっている。また個人や4名以下の団体についても、利用人数把握などのため同山岳会は事前連絡を求めている。非常時以外の野営は不可。

### 日高町側ルート（千呂露川二岐沢コース）
日高町の国道274号から分岐するチロロ林道の終点（千呂露川と二岐沢が合流する地点）にある北電取水施設からスタートし、二岐沢沿いに歩いてから二ノ沢に入り、尾根に取り付いてヌカビラ岳から稜線に出る。北戸蔦別岳・戸蔦別岳を経由し、左手に七つ沼カールを見ながら山頂に至る。チロロ林道終点から山頂までのコースタイムは約10時間である。このルートの途中に山小屋はないため、途中で野営するのが一般的であるが、野営に適した場所は少ない。日帰りで登頂するトレイルランナーもいる。
2021年6月には本ルートで山頂を目指していた登山者が遭難死する事故が発生している。

## ギャラリー
- 額平川の徒渉
- 幌尻山荘
- 新冠町ルートの林道
- 新冠ポロシリ山荘
- 山頂
- 山頂付近から見た北カール
- 幌尻岳の肩から見た戸蔦別岳と七つ沼カール
- カムイエクウチカウシ山からの幌尻岳